# Lista de partidos políticos do Azerbaijão
Este artigo lista os partidos políticos do Azerbaijão. O sistema político do Azerbaijão é caracterizada por um sistema de partido dominante. O partido do governo Partido Novo Azerbaijão (YAP, Yeni Azərbaycan Partiyası) domina os processos políticos da república presidencialista com constituição em vigor desde 1993, Partidos de oposição são permitidos, mas de longe não se considera que tenham chances reais de ganhar poder.

## Principais partidos
- Partido Novo Azerbaijão (Yeni Azərbaycan Partiyası)
- Partido do Movimento Nacional Revival (Milli Dirçəliş Hərəkatı Partiyası)
- Partido da Igualdade (Müsavat Partiyası)
- Partido da Frente Popular do Azerbaijão (Azərbaycan Xalq Cəbhəsi Partiyası)
- Partido Democrático do Azerbaijão (Azərbaycan Demokrat Partiyası)
- Partido da Mãe Pátria (Ana Vatan)
- Partido da Solidariedade Cívica (Vətəndaş Həmrəyliyi Partiyası)

## Demais partidos
- Partido Aliança por Causa do Azerbaijão (Azərbaycan Naminə Alyans Partiyası)
- Partido Compatriota (Yurddaş Partiyası)
- Partido Comunista do Azerbaijão (Azərbaycan Kommunist Partiyası)
- Partido Comunista do Azerbaijão (na Plataforma do Marxismo-Leninismo) (Azərbaycan Kommunist Partiyası (Marksizm-Leninizm Platformasında))
- Partido Comunista Reformista do Azerbaijão (Azerbaycan Islahatçi Kommunist Partiyasi)
- Partido Comunista Unificado do Azerbaijão (Azerbaycan Vahid Kommunist Partiyasi)
- Partido Democrático do Azerbaijão (Azərbaycan Demokrat Firqəsı)
- Partido Esperança do Azerbaijão (Azərbaycan Ümid Partiyasi)
- Partido da Frente Popular do Azerbaijão Todo (Bütöv Azərbaycan Xalq Cəbhəsi Partiyasi)
- Partido Grande Ordem (Böyük Qurulus Partiyasi)
- Partido da Igualdade Moderna (Müasir Müsavat Partiyası)
- Partido da Justiça (Ədalət Partiyası)
- Partido Liberal do Azerbaijão (Azərbaycan Liberal Partiyası)
- Movimento Nacional de Libertação do Azerbaijão do Sul (Cənubi Azərbaycan Milli Azadlıq Hərəkatı)
- Mundial do Azerbaijão Democrática (Demokratik Azərbaycan Dünyası)
- Partido Nacional Democrata do Azerbaijão (Azerbaycan Milli Demokrat Partiyası)
- Partido Nacional da Independência do Azerbaijão (Azərbaycan Milli İstiqlal Partiyası)
- Partido Político das Reformas Democráticas do Azerbaijão (Azərbaycan Demokratik Islahatlar Siyasi Partiyasi)
- Partido da Prosperidade Social do Azerbaijão (Azərbaycan Sosial Rifah Partiyası)
- Partido Social-Democrata do Azerbaijão (Azerbaycan Sosial-Demokrat Partiyası)
- Partido União Civil (Vətəndas Birliyi Partiyasi)
- Unidade Nacional (Milli Birlik)
- Partido Verde do Azerbaijão (Azərbaycan Yaşıllar Partiyası)
- Partido da Virtude (Fəzilət Partiyası)